# 구아두엘라속
구아두엘라속(Guaduella)은 벼과에 속하는 아프리카 식물의 하나이다. 구아두엘라족(Guaduellieae)의 유일속이다. 푸엘리아아과로 분류하며, 벼과 식물 중에서 초기에 분기된 분기군이다. 일부는 대나무아과에 포함시키기도 한다.

## 하위 종
- Guaduella densiflora Pilg. - 나이지리아, 앙골라 카빈다주, 카메룬, 콩고 공화국, 가봉, 적도기니
- Guaduella dichroa Cope - 앙골라 카빈다 주
- Guaduella humilis Clayton - 나이지리아, 카메룬
- Guaduella macrostachys (K.Schum.) Pilg. - 가나, 나이지리아, 카메룬, 가봉
- Guaduella marantifolia Franch. - 카메룬, 콩고 공화국, 가봉
- Guaduella oblonga Hutch. ex Clayton - 기니, 시에라리온, 코트디부아르, 카메룬, 콩고 공화국, 가봉, 상투메, 적도 기니의 비오코섬